# Pablo Dorado
Pablo Dorado (22. června 1908 – 18. listopadu 1978) byl uruguayský fotbalista. Nastupoval především na postu útočníka.
S uruguayskou reprezentací vyhrál mistrovství světa ve fotbale 1930. V národním týmu působil v letech 1929-1932 a odehrál za něj 7 utkání, v nichž vstřelil 3 góly, dva z nich na mistrovství světa 1930, jeden Rumunsku, dva ve finále Argentině.
Působil v uruguayském klubu Bella Vista Montevideo a argentinském River Plate Buenos Aires, s nímž se stal mistrem Argentiny (1932).